# Rhacophorus kio
Rhacophorus kio o rana arbórea de membranas negras es una especie de anfibio anuro de la familia Rhacophoridae. A esta especie se la conoce como rana de árbol voladora asiática. Usualmente habitan en las copas de los árboles del género Dipterocarpus, a alturas de 32 a 57m. Presentan diversas características morfológicas que facilitan el planeamiento y la estabilidad aerodinámica, lo que les ha permitido su adaptación al estilo de vida arbóreo. Dentro de estas características se incluyen membranas interdigitales extensas y colgajos de piel en codos y tobillos. El aumento de la superficie de la membrana interdigital de las patas es una adaptación esencial para el correcto planeo y la vida en altas alturas.

## Distribución geográfica
Esta especie se encuentra en:
- el sur de la República Popular de China en las provincias de Guangxi y Yunnan;
- el norte de Tailandia;
- Camboya
- Laos;
- Vietnam
- el este de la India.

Vive en bosques primarios y secundarios. Es una especie arbórea que vive en el dosel.

## Adaptación al hábitat
Para adaptarse al estilo de vida arbóreo a alturas altas, estas ranas han adquirido evolutivamente rasgos complejos para escalar y planear.
La expansión a los nichos arbóreos presenta algunas ventajas como evitar depredadores terrestres, el acceso a nuevos recursos alimenticios y un nuevo sitio para refugiarse. Por lo contrario, estos hábitats presentan un desafío en cuanto a la locomoción de los vertebrados. Las ranas deben desplazarse en superficies inestables y verticales, superar el riesgo a caerse y desarrollar maneras para saltar de rama en rama sin caerse. Estas actividades son energéticamente costosas y arriesgadas, por lo que las diferentes adaptaciones morfológicas de sus extremidades han permitido que se expandan en estos nuevos nichos.
La evolución de la habilidad de escalar es un prerrequisito para la vida en las alturas, especialmente para especies no voladoras, siendo una adaptación crítica para reducir el riesgo a caídas. La escalada en estas ranas incluye sistemas sofisticados esqueléticos y adhesión en las patas. Por lo que tienen patas más largas y flexibles que las ranas que no viven en los árboles, o viven en árboles pequeños, para facilitar el agarre. Además, los sistemas de adhesión de las patas permiten desplazarse en superficies húmedas y resbaladizas.
Otro rasgo para su adaptación que han adquirido estas ranas es la expansión de la membrana interdigital en sus patas, la cual presenta un rasgo esencial para el planeo exitoso.

### Formación de la membrana interdigital
Las membranas interdigitales se forman durante el desarrollo embrionario mediante la proliferación de las regiones interdigitales. Por lo que, genes asociados con la angiogénesis promueven el crecimiento de esta área mediante la proliferación de capilares que transportan nutrientes y señales. Además, también están implicados los genes relacionados con la señalización Wnt, que participan en el desarrollo de las extremidades.

## Publicación original
- Ohler & Delorme, 2006: Well known does not mean well studied: Morphological and molecular support for existence of sibling species in the Javanese gliding frog Rhacophorus reinwardtii (Amphibia, Anura). Comptes Rendus Biologies, vol. 329, n.º 2, p. 86-97.[5]